# Omnizm
Omnizm – uznanie i szacunek dla wszystkich religii. Słownik Oxford English Dictionary jako definicję omnizmu przytacza cytat Philipa Jameas Baileya z 1839: "Jestem Omnistą, i wierzę we wszystkie religie". Ten sam słownik opisuje omnistę jako osobę wierzącą w "wszystkie religie" i " w jeden transcendentny cel", a także dążącą do "zjednoczenia wszystkich rzeczy lub ludzi, lub członków określonej grupy ludzi". 

## Znani omniści
- Ellen Burstyn[3]
- John Coltrane[4]
- Chris Martin[5]